# Belgische verkiezingen 1965
De Belgische verkiezingen van 1965 werden gehouden op zondag 23 mei. Tegelijk met het parlement (Kamer en Senaat) werden de negen provincieraden verkozen.
Net als bij de gemeenteraadsverkiezingen van oktober 1964 verliezen zowel christendemocraten en socialisten wat van hun pluimen, terwijl de liberalen van de PVV de vruchten lijken te plukken van de verruimingsoperatie van enkele jaren eerder. Na deze verkiezingen werd de regering-Harmel I gevormd, maar na een klein jaar viel deze al, waarna de regering-Vanden Boeynants I werd gevormd met de PVV als coalitiepartner, in plaats van de BSP zoals voorheen.
De Vlaams-nationalisten van de Volksunie slagen er intussen al een aantal verkiezingen in winst te boeken. In de vroege jaren 1960 gaat ook in Wallonië de federalistische gedachte opleven. In navolging van het Mouvement Populaire Wallon (MPW) van André Renard worden een aantal kleinere wallingantische partijen gesticht die in 1968 fuseren tot het Rassemblement Wallon (RW). In 1965 komt het RW voor het eerst in de kamer. Voor een tiental jaar zal de partij daarna een belangrijke rol spelen. In Brussel is al drie jaar voordien het Front Démocratique des Francophones (FDF) ontstaan. Die partij zal voor enige tijd de grootste worden in de hoofdstad en later tot samenwerking komen met het RW.

## Resultaten
- Ingeschreven kiezers: 6.091.534
- Kamer - neergelegde stemmen: 5.578.707 (91,58% opkomst)
  - Blanco en ongeldige stemmen: 396.941 (7,11% van stemmen)
  - Geldige stemmen: 5.181.766 (92,89% van stemmen)
- Senaat - neergelegde stemmen: 5.578.609 (= 91,58% opkomst)
  - Blanco en ongeldige stemmen: 461.584 (8,3% van stemmen)
  - Geldige stemmen: 5.117.025 (91,7% van stemmen)

| Partij | Partij                          | %     | Kamer    | Senaat   |
| ------ | ------------------------------- | ----- | -------- | -------- |
|        | CVP/PSC                         | 34,5% | 77 (-19) | 44 (-2)  |
|        | BSP/PSB                         | 28,3% | 64 (-20) | 31 (-14) |
|        | PVV/PLP                         | 21,6% | 48 (+28) | 23 (+12) |
|        | Volksunie                       | 6,7%  | 12 (+7)  | 4 (+2)   |
|        | KPB/PCB                         | 4,6%  | 6 (+1)   | 3 (+2)   |
|        | FDF                             | 1,3%  | 3 (+3)   | 1 (+1)   |
|        | RW                              | 0,5%  | 1 (+1)   | 0        |
|        | Rassemblement Wallon du Travail | 0,5%  | 1 (+1)   | 0        |
| Totaal | Totaal                          | 100%  | 212      | 106      |

Naast de 106 rechtstreeks verkozen senatoren, waren er ook 48 provinciale senatoren (+2 tegenover 1961) en 24 gecoöpteerde senatoren (+1 tegenover 1961). In totaal waren er dus 178 senatoren.

## Kiesarrondissementen
Het was de eerste verkiezing na de vastlegging van de taalgrens en de indeling van België in vier taalgebieden, en dus ook na de overheveling van een aantal gemeenten naar een andere provincie. Hieronder volgt de zetelverdeling per kiesarrondissement voor de Kamer, met het verschil ten opzichte van de vorige verkiezingen indien van toepassing. Zo werden bijvoorbeeld de gemeenten van het huidige Komen-Waasten overgeheveld van het arrondissement Ieper naar het nieuwe arrondissement Moeskroen, waardoor Ieper een zetel minder had en Doornik-Aat (dat Doornik-Aat-Moeskroen werd) eentje meer.
| - (Provincie Antwerpen: 33) - Antwerpen: 20 - Mechelen: 6 - Turnhout: 7 (+1) - (Provincie West-Vlaanderen: 23) - Brugge: 5 - Kortrijk: 6 - Veurne - Diksmuide - Oostende: 5 - Roeselare - Tielt: 5 - Ieper: 2 (-1) - (Provincie Oost-Vlaanderen: 30) - Aalst: 6 - Oudenaarde: 3 - Gent - Eeklo: 13 - Sint-Niklaas: 4 - Dendermonde: 4 - (Provincie Limburg: 13) - Hasselt: 6 (+1) - Tongeren - Maaseik: 7 (+1) | - (Provincie Henegouwen: 31) - Charleroi: 11 - Bergen: 6 (-1) - Zinnik: 4 - Thuin: 3 (-1) - Doornik-Aat-Moeskroen: 7 (+1) - (Provincie Luik: 23) - Hoei-Borgworm: 4 - Luik: 14 - Verviers: 5 (-1) - (Provincie Luxemburg: 5) - Aarlen - Marche-en-Famenne - Bastenaken: 3 - Neufchâteau - Virton: 2 (-1) - (Provincie Namen: 8) - Dinant - Philippeville: 3 (-1) - Namen: 5 | - (Provincie Brabant: 46) - Leuven: 8 (+1) - Brussel: 33 (+1) - Nijvel: 5 |

## Verkozenen
- Kamer van volksvertegenwoordigers (samenstelling 1965-1968)
- Samenstelling Belgische Senaat 1965-1968

## Regeringsvorming
Na de verkiezingen werd de regering-Harmel gevormd.